# A-League 2012-2013
Il campionato di A-League 2012-2013 è stata l'8ª edizione della A-League, la massima divisione del campionato australiano di calcio. È iniziato il 5 ottobre 2012 e si è concluso il 21 aprile 2013. Il Central Coast Mariners si laurea campione d'Australia per la prima volta.
Rispetto al campionato precedente cambiano i criteri di accesso alla AFC Champions League: il campionato australiano infatti ha perso posizioni nel ranking AFC, andando ad occupare il decimo posto. A qualificarsi per la AFC Champions League saranno quindi solo le prime due squadre: la prima alla fase a gironi, la seconda ai preliminari.

## Novità
L'Australia perde un posto di accesso diretto ai gironi della AFC Champions League. Solo le prime due squadre in classifica potranno partecipare al massimo torneo continentale (la prima con l'accesso diretto, la seconda passando per il preliminare).
Nella griglia di partenza dell'8º campionato australiano di calcio, a prendere il testimone del Gold Coast United, la cui licenza è stata revocata al proprietario Clive Palmer nel febbraio 2012, è il nuovo club Western Sydney Wanderers, seconda squadra di Sydney a partecipare al campionato nazionale.

## Squadre partecipanti
| Club               | Città            | Stadio                           | Risultato nella stagione 2011-2012 |
| ------------------ | ---------------- | -------------------------------- | ---------------------------------- |
| Adelaide Utd       | Adelaide         | Hindmarsh Stadium                | 9º posto in A-League               |
| Brisbane Roar      | Brisbane         | Suncorp Stadium                  | Campione d'Australia in carica     |
| C.C. Mariners      | Gosford          | Bluetongue Central Coast Stadium | 1º posto in A-League               |
| Melbourne Heart    | Melbourne        | AAMI Park                        | 6º posto in A-League               |
| Melbourne Victory  | Melbourne        | Etihad Stadium AAMI Park         | 8º posto in A-League               |
| Newcastle Jets     | Newcastle        | Hunter Stadium                   | 7º posto in A-League               |
| Perth Glory        | Perth            | nib Stadium Patterson's Stadium  | 3º posto in A-League               |
| Sydney FC          | Sydney           | Sydney Football Stadium          | 5º posto in A-League               |
| Wellington Phoenix | Wellington (NZL) | Westpac Stadium                  | 4º posto in A-League               |
| Western Sydney     | Sydney           | Parramatta Stadium               | Esordiente                         |

## Allenatori
| Club               | Allenatore       | In carica da     |
| ------------------ | ---------------- | ---------------- |
| Adelaide Utd       | Michael Valkanis | 28 gennaio 2013  |
| Brisbane Roar      | Mike Mulvey      | 18 dicembre 2012 |
| C.C. Mariners      | Graham Arnold    | 10 febbraio 2010 |
| Melbourne Heart    | John Aloisi      | 8 maggio 2012    |
| Melbourne Victory  | Ange Postecoglou | 26 aprile 2012   |
| Newcastle Jets     | Gary van Egmond  | 20 ottobre 2011  |
| Perth Glory        | Alistair Edwards | 11 febbraio 2013 |
| Sydney FC          | Frank Farina     | 28 novembre 2012 |
| Wellington Phoenix | Chris Greenacre  | 26 febbraio 2013 |
| Western Sydney     | Tony Popović     | 17 maggio 2012   |

### Allenatori esonerati, dimessi e subentrati
- Sydney FC: dimesso Ian Crook (l'11 novembre 2012[3]) - subentrato ad interim Steve Corica (l'11 novembre 2012[3]) (dalla 7ª) - subentrato Frank Farina (il 28 novembre 2012[4]) (dalla 9ª).
- Brisbane Roar: promosso Rado Vidošić ad altra carica (il 18 dicembre 2012) - subentrato Mike Mulvey (il 18 dicembre 2012[5]) (dalla 12ª).
- Adelaide Utd: dimesso John Kosmina (il 28 gennaio 2013[6]) - subentrato ad interim Michael Valkanis (il 28 gennaio 2013[6]) (dalla 19ª).
- Perth Glory: esonerato Ian Ferguson (l'11 febbraio 2013[7]) - subentrato Alistair Ecdwards (l'11 febbraio 2013[7]) (dalla 21ª).
- Wellington Phoenix: dimesso Ricki Herbert (il 26 febbraio 2013[8]) - subentrato ad interim Chris Greenacre (il 26 febbraio 2013[8]) (dalla 23ª).

## Giocatori stranieri
| Club               | Visa 1             | Visa 2             | Visa 3               | Visa 4            | Visa 5           | Straniero non-Visa             |
| ------------------ | ------------------ | ------------------ | -------------------- | ----------------- | ---------------- | ------------------------------ |
| Adelaide Utd       | Sergio van Dijk    | Marcelo Carrusca   | Jerónimo Morales     | Fábio Ferreira    | -                | Cássio                         |
| Brisbane Roar      | Besart Berisha     | Henrique           | Thomas Broich        | Do Dong-Hyun      | -                | -                              |
| C.C. Mariners      | Patrick Zwaanswijk | Michael McGlinchey | Nick Montgomery      | -                 | -                | John Hutchinson                |
| Melbourne Heart    | Jonatan Germano    | Fred               | Josip Tadić          | Steven Gray       | Patrick Gerhardt | -                              |
| Melbourne Victory  | Marcos Flores      | Guilherme          | Adama Traoré         | Jonathan Bru      | Marco Rojas      | -                              |
| Newcastle Jets     | Bernardo Ribeiro   | Tiago              | Michael Bridges      | Emile Heskey      | Dominik Ritter   | -                              |
| Perth Glory        | Billy Mehmet       | Liam Miller        | Ryō Nagai            | Bas van den Brink | Steven McGarry   | Ndumba Makeche Shane Smeltz    |
| Sydney FC          | Fabio              | Krunoslav Lovrek   | Alessandro Del Piero | Pascal Bosschaart | Yairo Yau        | Ali Abbas Terry McFlynn        |
| Wellington Phoenix | Paul Ifill         | Stein Huysegems    | Benjamin Totori      | Dani Sánchez      | Alex Smith       | Emmanuel Muscat Ricardo Clarke |
| Western Sydney     | Dino Kresinger     | Mateo Poljak       | Jérôme Polenz        | Iacopo La Rocca   | Youssouf Hersi   | Shinji Ono Kwabena Appiah-Kubi |

## Stagione regolare

### Classifica
Aggiornata al 31 marzo 2013
| Pos. | Squadra            | Pt | G  | V  | N | P  | GF | GS | DR  |
| ---- | ------------------ | -- | -- | -- | - | -- | -- | -- | --- |
| 1.   | Western Sydney     | 57 | 27 | 18 | 3 | 6  | 41 | 21 | +20 |
| 2.   | C.C. Mariners      | 54 | 27 | 16 | 6 | 5  | 48 | 22 | +26 |
| 3.   | Melbourne Victory  | 44 | 27 | 13 | 5 | 9  | 48 | 45 | +3  |
| 4.   | Adelaide Utd       | 41 | 27 | 12 | 5 | 10 | 38 | 37 | +1  |
| 5.   | Brisbane Roar      | 35 | 27 | 10 | 5 | 12 | 33 | 29 | +4  |
| 6.   | Perth Glory        | 32 | 27 | 9  | 5 | 13 | 29 | 31 | -2  |
| 7.   | Sydney FC          | 32 | 27 | 9  | 5 | 13 | 41 | 51 | -10 |
| 8.   | Newcastle Jets     | 31 | 27 | 8  | 7 | 12 | 30 | 45 | -15 |
| 9.   | Melbourne Heart    | 27 | 27 | 8  | 3 | 16 | 31 | 40 | -9  |
| 10.  | Wellington Phoenix | 27 | 27 | 7  | 6 | 14 | 31 | 49 | -18 |

Legenda:

      Ammessa alla AFC Champions League 2014
      Ammessa alla AFC Champions League 2014
      Ammesse alle Finals Series
Note:

Tre punti a vittoria, uno a pareggio, zero a sconfitta.
Prima classificata e vincitrice della Grand Final ammesse alla AFC Champions League 2014, qualora la prima e la seconda classificata fossero già qualificate la terza classificata si qualificherebbe ai play-off.

### Risultati
Aggiornati al 31 marzo 2013

#### Matrice risultati
| Club               | Partite | Partite | Partite | Partite | Partite | Partite | Partite | Partite | Partite | Partite | Partite | Partite | Partite | Partite | Partite | Partite | Partite | Partite | Partite | Partite | Partite | Partite | Partite | Partite | Partite | Partite | Partite |
| Club               | 1       | 2       | 3       | 4       | 5       | 6       | 7       | 8       | 9       | 10      | 11      | 12      | 13      | 14      | 15      | 16      | 17      | 18      | 19      | 20      | 21      | 22      | 23      | 24      | 25      | 26      | 27      |
| ------------------ | ------- | ------- | ------- | ------- | ------- | ------- | ------- | ------- | ------- | ------- | ------- | ------- | ------- | ------- | ------- | ------- | ------- | ------- | ------- | ------- | ------- | ------- | ------- | ------- | ------- | ------- | ------- |
| Adelaide Utd       | NUJ     | WSW     | MV      | WP      | BR      | PG      | MH      | SFC     | CCM     | MV      | WP      | WSW     | BR      | SFC     | NUJ     | PG      | MH      | CCM     | WSW     | MV      | SFC     | WP      | BR      | MH      | NUJ     | CCM     | PG      |
| Adelaide Utd       | 0-2     | 1-0     | 2-1     | 3-1     | 0-1     | 1-1     | 1-0     | 1-2     | 2-1     | 4-2     | 3-1     | 6-1     | 0-1     | 3-0     | 0-0     | 3-2     | 2-0     | 3-1     | 2-4     | 1-0     | 2-1     | 2-2     | 0-1     | 0-2     | 1-1     | 0-2     | 1-1     |
| Brisbane Roar      | PG      | MV      | WP      | WSW     | AU      | MH      | SFC     | CCM     | NUJ     | WSW     | MV      | PG      | AU      | WP      | MH      | NUJ     | WSW     | PG      | CCM     | SFC     | WP      | NUJ     | AU      | MV      | CCM     | MH      | SFC     |
| Brisbane Roar      | 1-0     | 5-0     | 1-1     | 0-1     | 0-1     | 4-1     | 4-2     | 2-1     | 1-0     | 1-0     | 1-1     | 0-1     | 0-1     | 2-1     | 3-2     | 1-0     | 1-2     | 0-1     | 2-2     | 2-1     | 2-0     | 0-0     | 0-1     | 1-1     | 1-0     | 2-0     | 3-1     |
| C.C. Mariners      | WSW     | PG      | NUJ     | MH      | SFC     | WP      | MV      | BR      | AU      | NUJ     | MH      | WP      | SFC     | PG      | WSW     | MV      | NUJ     | AU      | BR      | WP      | PG      | MV      | WSW     | SFC     | BR      | AU      | MH      |
| C.C. Mariners      | 0-0     | 1-0     | 2-1     | 0-1     | 7-2     | 0-1     | 2-2     | 2-1     | 2-1     | 0-2     | 2-0     | 1-1     | 1-0     | 1-0     | 0-2     | 1-1     | 0-0     | 3-1     | 2-2     | 5-0     | 2-1     | 6-2     | 0-1     | 2-0     | 1-0     | 0-2     | 2-1     |
| Melbourne Heart    | MV      | WP      | PG      | CCM     | WSW     | BR      | AU      | NUJ     | SFC     | PG      | CCM     | MV      | WP      | NUJ     | BR      | SFC     | AU      | WSW     | MV      | PG      | NUJ     | SFC     | WP      | AU      | WSW     | BR      | CCM     |
| Melbourne Heart    | 1-2     | 1-1     | 2-0     | 0-1     | 2-1     | 4-1     | 1-0     | 3-3     | 0-0     | 1-0     | 2-0     | 1-2     | 3-2     | 2-1     | 3-2     | 2-1     | 2-0     | 1-0     | 2-1     | 2-0     | 2-0     | 3-1     | 1-0     | 0-2     | 1-3     | 2-0     | 2-1     |
| Melbourne Victory  | MH      | BR      | AU      | NUJ     | WP      | SFC     | CCM     | WSW     | PG      | AU      | BR      | MH      | NUJ     | WSW     | WP      | CCM     | PG      | SFC     | MH      | AU      | WSW     | CCM     | NUJ     | BR      | SFC     | PG      | WP      |
| Melbourne Victory  | 1-2     | 5-0     | 2-1     | 2-1     | 3-2     | 2-3     | 2-2     | 0-2     | 1-0     | 4-2     | 1-1     | 1-2     | 3-2     | 2-1     | 2-0     | 1-1     | 0-1     | 3-1     | 2-1     | 1-0     | 1-2     | 6-2     | 5-0     | 1-1     | 1-1     | 2-3     | 2-3     |
| Newcastle Jets     | AU      | SFC     | CCM     | MV      | PG      | WSW     | WP      | MH      | BR      | CCM     | PG      | SFC     | MV      | MH      | AU      | BR      | CCM     | WP      | SFC     | WSW     | MH      | BR      | MV      | PG      | AU      | WP      | WSW     |
| Newcastle Jets     | 0-2     | 2-3     | 2-1     | 2-1     | 3-2     | 1-2     | 0-3     | 3-3     | 1-0     | 0-2     | 3-0     | 2-1     | 3-2     | 2-1     | 0-0     | 1-0     | 0-0     | 1-1     | 2-2     | 2-1     | 2-0     | 0-0     | 5-0     | 1-2     | 1-1     | 1-2     | 0-3     |
| Perth Glory        | BR      | CCM     | MH      | SFC     | NUJ     | AU      | WSW     | WP      | MV      | MH      | NUJ     | BR      | WSW     | CCM     | SFC     | AU      | MV      | BR      | WP      | MH      | CCM     | WSW     | SFC     | NUJ     | WP      | MV      | AU      |
| Perth Glory        | 1-0     | 1-0     | 2-0     | 2-1     | 3-2     | 1-1     | 0-1     | 1-1     | 1-0     | 1-0     | 3-0     | 0-1     | 1-1     | 1-0     | 2-2     | 3-2     | 0-1     | 0-1     | 1-0     | 2-0     | 2-1     | 1-0     | 2-1     | 1-2     | 1-2     | 2-3     | 1-1     |
| Sydney FC          | WP      | NUJ     | WSW     | PG      | CCM     | MV      | BR      | AU      | MH      | WP      | WSW     | NUJ     | CCM     | AU      | PG      | MH      | WP      | MV      | NUJ     | BR      | AU      | MH      | PG      | CCM     | MV      | WSW     | BR      |
| Sydney FC          | 2-0     | 2-3     | 0-1     | 2-1     | 7-2     | 2-3     | 4-2     | 1-2     | 0-0     | 1-2     | 0-2     | 2-1     | 1-0     | 3-0     | 2-2     | 2-1     | 7-1     | 3-1     | 2-2     | 2-1     | 2-1     | 3-1     | 2-1     | 2-0     | 1-1     | 1-1     | 3-1     |
| Wellington Phoenix | SFC     | MH      | BR      | AU      | MV      | CCM     | NUJ     | PG      | WSW     | SFC     | AU      | CCM     | MH      | BR      | MV      | WSW     | SFC     | NUJ     | PG      | CCM     | BR      | AU      | MH      | WSW     | PG      | NUJ     | MV      |
| Wellington Phoenix | 2-0     | 1-1     | 1-1     | 3-1     | 3-2     | 0-1     | 0-3     | 1-1     | 1-0     | 1-2     | 1-3     | 1-1     | 3-2     | 2-1     | 2-0     | 0-2     | 7-1     | 1-1     | 1-0     | 5-0     | 2-0     | 2-2     | 1-0     | 2-1     | 1-2     | 1-2     | 2-3     |
| Western Sydney     | CCM     | AU      | SFC     | BR      | MH      | NUJ     | PG      | MV      | WP      | BR      | SFC     | AU      | PG      | MV      | CCM     | WP      | BR      | MH      | AU      | NUJ     | MV      | PG      | CCM     | WP      | MH      | SFC     | NUJ     |
| Western Sydney     | 0-0     | 1-0     | 0-1     | 0-1     | 2-1     | 1-2     | 0-1     | 0-2     | 1-0     | 1-0     | 0-2     | 6-1     | 1-1     | 2-1     | 0-2     | 0-2     | 1-2     | 1-0     | 2-4     | 2-1     | 1-2     | 1-0     | 0-1     | 2-1     | 1-3     | 1-1     | 0-3     |

Legenda:

      Vittoria
      Pareggio
      Sconfitta

#### Calendario
| 1ª giornata |                                 |     |
|             |                                 |     |
| 5 ott.      | Melbourne Vic.-Melbourne H.     | 1-2 |
| 6 ott.      | W. Phoenix-Sydney FC            | 2-0 |
| 6 ott.      | West. Sydney-Central Coast Mar. | 0-0 |
| 7 ott.      | Newcastle Jets-Adelaide Utd     | 0-2 |
| 7 ott.      | Perth Glory-Brisbane Roar       | 1-0 |

| 2ª giornata |                                |     |
|             |                                |     |
| 12 ott.     | Adelaide Utd-West. Sydney      | 1-0 |
| 13 ott.     | Sydney FC-Newcastle Jets       | 2-3 |
| 13 ott.     | Brisbane Roar-Melbourne Vic.   | 5-0 |
| 14 ott.     | Melbourne H.-W. Phoenix        | 1-1 |
| 14 ott.     | Central Coast Mar.-Perth Glory | 1-0 |

| 3ª giornata |                                   |     |
|             |                                   |     |
| 19 ott.     | Melbourne Vic.-Adelaide Utd       | 2-1 |
| 20 ott.     | Newcastle Jets-Central Coast Mar. | 2-1 |
| 20 ott.     | West. Sydney-Sydney FC            | 0-1 |
| 21 ott.     | Perth Glory-Melbourne H.          | 2-0 |
| 21 ott.     | W. Phoenix-Brisbane Roar          | 1-1 |

| 4ª giornata |                                 |     |
|             |                                 |     |
| 26 ott.     | Newcastle Jets-Melbourne Vic.   | 2-1 |
| 27 ott.     | Adelaide Utd-W. Phoenix         | 3-1 |
| 27 ott.     | Brisbane Roar-West. Sydney      | 0-1 |
| 28 ott.     | Melbourne H.-Central Coast Mar. | 0-1 |
| 28 ott.     | Sydney FC-Perth Glory           | 2-1 |

| 5ª giornata |                              |     |
|             |                              |     |
| 2 nov.      | West. Sydney-Melbourne H.    | 2-1 |
| 3 nov.      | Perth Glory-Newcastle Jets   | 3-2 |
| 3 nov.      | Central Coast Mar.-Sydney FC | 7-2 |
| 4 nov.      | Brisbane Roar-Adelaide Utd   | 0-1 |
| 5 nov.      | Melbourne Vic.–W. Phoenix    | 3-2 |

| 6ª giornata |                               |     |
|             |                               |     |
| 9 nov.      | Melbourne H.-Brisbane Roar    | 4-1 |
| 10 nov.     | West. Sydney-Newcastle Jets   | 1-2 |
| 10 nov.     | Sydney FC-Melbourne Vic.      | 2-3 |
| 11 nov.     | W. Phoenix-Central Coast Mar. | 0-1 |
| 11 nov.     | Adelaide Utd-Perth Glory      | 1-1 |

| 7ª giornata |                                   |     |
|             |                                   |     |
| 16 nov.     | Brisbane Roar-Sydney FC           | 4-2 |
| 17 nov.     | Adelaide Utd-Melbourne H.         | 1-0 |
| 17 nov.     | Melbourne Vic.-Central Coast Mar. | 2-2 |
| 18 nov.     | Perth Glory-West. Sydney          | 0-1 |
| 18 nov.     | Newcastle Jets-W. Phoenix         | 0-3 |

| 8ª giornata |                                  |     |
|             |                                  |     |
| 23 nov.     | Sydney FC-Adelaide Utd           | 1-2 |
| 24 nov.     | Melbourne H.-Newcastle Jets      | 3-3 |
| 24 nov.     | Perth Glory-W. Phoenix           | 1-1 |
| 24 nov.     | West. Sydney-Melbourne Vic.      | 0-2 |
| 25 nov.     | Central Coast Mar.-Brisbane Roar | 2-1 |

| 9ª giornata |                                 |     |
|             |                                 |     |
| 30 nov.     | Melbourne Vic.-Perth Glory      | 1-0 |
| 1º dic.     | Central Coast Mar.-Adelaide Utd | 2-1 |
| 1º dic.     | Brisbane Roar-Newcastle Jets    | 1-0 |
| 2 dic.      | W. Phoenix-West. Sydney         | 1-0 |
| 2 dic.      | Sydney FC-Melbourne H.          | 0-0 |

| 10ª giornata |                                   |     |
|              |                                   |     |
| 7 dic.       | Adelaide Utd-Melbourne Vic.       | 4-2 |
| 8 dic.       | Melbourne H.-Perth Glory          | 1-0 |
| 8 dic.       | Newcastle Jets-Central Coast Mar. | 0-2 |
| 9 dic.       | W. Phoenix-Sydney FC              | 1-2 |
| 9 dic.       | West. Sydney-Brisbane Roar        | 1-0 |

| 11ª giornata |                                 |     |
|              |                                 |     |
| 14 dic.      | Perth Glory-Newcastle Jets      | 3-0 |
| 14 dic.      | Central Coast Mar.-Melbourne H. | 2-0 |
| 15 dic.      | Melbourne Vic.-Brisbane Roar    | 1-1 |
| 15 dic.      | Sydney FC-West. Sydney          | 0-2 |
| 16 dic.      | Adelaide Utd-W. Phoenix         | 3-1 |

| 12ª giornata |                               |     |
|              |                               |     |
| 21 dic.      | West. Sydney-Adelaide Utd     | 6-1 |
| 21 dic.      | Brisbane Roar-Perth Glory     | 0-1 |
| 22 dic.      | W. Phoenix-Central Coast Mar. | 1-1 |
| 22 dic.      | Newcastle Jets-Sydney FC      | 2-1 |
| 22 dic.      | Melbourne H.-Melbourne Vic.   | 1-2 |

| 13ª giornata |                               |     |
|              |                               |     |
| 26 dic.      | Adelaide Utd-Brisbane Roar    | 0-1 |
| 27 dic.      | Perth Glory-West. Sydney      | 1-1 |
| 27 dic.      | W. Phoenix-Melbourne H.       | 3-2 |
| 27 dic.      | Sydney FC-Central Coast Mar.  | 1-0 |
| 28 dic.      | Melbourne Vic.-Newcastle Jets | 3-2 |

| 14ª giornata |                                |     |
|              |                                |     |
| 31 dic.      | Central Coast Mar.-Perth Glory | 1-0 |
| 31 dic.      | Adelaide Utd-Sydney FC         | 3-0 |
| 1º gen.      | Melbourne H.-Newcastle Jets    | 2-1 |
| 1º gen.      | West. Sydney-Melbourne Vic.    | 2-1 |
| 1º gen.      | Brisbane Roar-W. Phoenix       | 2-1 |

| 15ª giornata |                                 |     |
|              |                                 |     |
| 5 gen.       | Newcastle Jets-Adelaide Utd     | 0-0 |
| 5 gen.       | Perth Glory-Sydney FC           | 2-2 |
| 5 gen.       | Melbourne Vic.-W. Phoenix       | 2-0 |
| 6 gen.       | Melbourne H.-Brisbane Roar      | 3-2 |
| 6 gen.       | West. Sydney-Central Coast Mar. | 0-2 |

| 16ª giornata |                                   |     |
|              |                                   |     |
| 11 gen.      | Adelaide Utd-Perth Glory          | 3-2 |
| 12 gen.      | Melbourne Vic.-Central Coast Mar. | 1-1 |
| 12 gen.      | Newcastle Jets-Brisbane Roar      | 1-0 |
| 13 gen.      | W. Phoenix-West. Sydney           | 0-2 |
| 13 gen.      | Sydney FC-Melbourne H.            | 2-1 |

| 17ª giornata |                                   |     |
|              |                                   |     |
| 18 gen.      | Melbourne H.-Adelaide Utd         | 2-0 |
| 19 gen.      | Sydney FC-W. Phoenix              | 7-1 |
| 19 gen.      | Perth Glory-Melbourne Vic.        | 0-1 |
| 19 gen.      | Central Coast Mar.-Newcastle Jets | 0-0 |
| 20 gen.      | Brisbane Roar-West. Sydney        | 1-2 |

| 18ª giornata |                                 |     |
|              |                                 |     |
| 25 gen.      | Central Coast Mar.-Adelaide Utd | 3-1 |
| 26 gen.      | Melbourne Vic.-Sydney FC        | 3-1 |
| 26 gen.      | Perth Glory-Brisbane Roar       | 0-1 |
| 26 gen.      | West. Sydney-Melbourne H.       | 1-0 |
| 27 gen.      | W. Phoenix-Newcastle Jets       | 1-1 |

| 19ª giornata |                                  |     |
|              |                                  |     |
| 1º feb.      | Brisbane Roar-Central Coast Mar. | 2-2 |
| 2 feb.       | W. Phoenix-Perth Glory           | 1-0 |
| 2 feb.       | Newcastle Jets-Sydney FC         | 2-2 |
| 2 feb.       | Melbourne Vic.-Melbourne H.      | 2-1 |
| 3 feb.       | Adelaide Utd-West. Sydney        | 2-4 |

| 20ª giornata |                               |     |
|              |                               |     |
| 7 feb.       | Central Coast Mar.-W. Phoenix | 5-0 |
| 8 feb.       | Adelaide Utd-Melbourne Vic.   | 1-0 |
| 9 feb.       | Melbourne H.-Perth Glory      | 2-0 |
| 9 feb.       | West. Sydney-Newcastle Jets   | 2-1 |
| 10 feb.      | Sydney FC-Brisbane Roar       | 2-1 |

| 21ª giornata |                                |     |
|              |                                |     |
| 15 feb.      | Newcastle Jets-Melbourne H.    | 2-0 |
| 16 feb.      | Sydney FC-Adelaide Utd         | 2-1 |
| 16 feb.      | Melbourne Vic.-West. Sydney    | 1-2 |
| 16 feb.      | Perth Glory-Central Coast Mar. | 2-1 |
| 17 feb.      | Brisbane Roar-W. Phoenix       | 2-0 |

| 22ª giornata |                                   |     |
|              |                                   |     |
| 22 feb.      | Newcastle Jets-Brisbane Roar      | 0-0 |
| 23 feb.      | West. Sydney-Perth Glory          | 1-0 |
| 23 feb.      | Central Coast Mar.-Melbourne Vic. | 6-2 |
| 24 feb.      | W. Phoenix-Adelaide Utd           | 2-2 |
| 24 feb.      | Melbourne H.-Sydney FC            | 3-1 |

| 23ª giornata |                                 |     |
|              |                                 |     |
| 2 mar.       | Adelaide Utd-Brisbane Roar      | 0-1 |
| 2 mar.       | Central Coast Mar.-West. Sydney | 0-1 |
| 2 mar.       | Perth Glory-Sydney FC           | 2-1 |
| 3 mar.       | W. Phoenix-Melbourne H.         | 1-0 |
| 3 mar.       | Melbourne Vic.-Newcastle Jets   | 5-0 |

| 24ª giornata |                              |     |
|              |                              |     |
| 8 mar.       | Newcastle Jets-Perth Glory   | 1-2 |
| 9 mar.       | Sydney FC-Central Coast Mar. | 2-0 |
| 9 mar.       | Brisbane Roar-Melbourne Vic. | 1-1 |
| 10 mar.      | West. Sydney-W. Phoenix      | 2-1 |
| 11 mar.      | Melbourne H.-Adelaide Utd    | 0-2 |

| 25ª giornata |                                  |     |
|              |                                  |     |
| 15 mar.      | Adelaide Utd-Newcastle Jets      | 1-1 |
| 16 mar.      | Melbourne H.-West. Sydney        | 1-3 |
| 16 mar.      | Sydney FC-Melbourne Vic.         | 1-1 |
| 17 mar.      | Central Coast Mar.-Brisbane Roar | 1-0 |
| 17 mar.      | Perth Glory-W. Phoenix           | 1-2 |

| 26ª giornata |                                 |     |
|              |                                 |     |
| 27 feb.      | W. Phoenix-Newcastle Jets       | 1-2 |
| 23 mar.      | Melbourne Vic.-Perth Glory      | 2-3 |
| 23 mar.      | West. Sydney-Sydney FC          | 1-1 |
| 24 mar.      | Brisbane Roar-Melbourne H.      | 2-0 |
| 24 mar.      | Adelaide Utd-Central Coast Mar. | 0-2 |

| 27ª giornata |                                 |     |
|              |                                 |     |
| 28 mar.      | Brisbane Roar-Sydney FC         | 3-1 |
| 29 mar.      | Newcastle Jets-West. Sydney     | 0-3 |
| 30 mar.      | Central Coast Mar.-Melbourne H. | 2-1 |
| 30 mar.      | Perth Glory-Adelaide Utd        | 1-1 |
| 31 mar.      | W. Phoenix-Melbourne Vic.       | 2-3 |

## Finals series

### Tabellone
|  | Elimination Finals | Elimination Finals | Elimination Finals |                   |                | Semifinali     | Semifinali     | Semifinali |  |  | Grand Final | Grand Final | Grand Final |  |
|  |                    |                    |                    |                   |                |                |                |            |  |  |             |             |             |  |
|  |                    |                    |                    |                   |                | 1              | Western Sydney | 2          |  |  |             |             |             |  |
|  |                    |                    |                    |                   |                | 1              | Western Sydney | 2          |  |  |             |             |             |  |
|  |                    |                    |                    | Brisbane Roar     | 0              |                |                |            |  |  |             |             |             |  |
|  | 4                  | Adelaide Utd       | 1                  | Brisbane Roar     | 0              |                |                |            |  |  |             |             |             |  |
|  | 4                  | Adelaide Utd       | 1                  |                   |                |                |                |            |  |  |             |             |             |  |
|  | 5                  | Brisbane Roar      | 2                  |                   |                |                |                |            |  |  |             |             |             |  |
|  | 5                  | Brisbane Roar      | 2                  |                   | Western Sydney | Western Sydney | 0              |            |  |  |             |             |             |  |
|  |                    |                    |                    |                   |                |                |                |            |  |  |             |             |             |  |
|  |                    |                    | C.C. Mariners      | C.C. Mariners     | 2              |                |                |            |  |  |             |             |             |  |
|  |                    |                    |                    | C.C. Mariners     | 2              |                |                |            |  |  |             |             |             |  |
|  |                    |                    |                    |                   |                |                |                |            |  |  |             |             |             |  |
|  |                    |                    |                    |                   |                |                |                |            |  |  |             |             |             |  |
|  |                    | 2                  | C.C. Mariners      | 1                 |                |                |                |            |  |  |             |             |             |  |
|  |                    |                    |                    | 1                 |                |                |                |            |  |  |             |             |             |  |
|  |                    |                    |                    | Melbourne Victory | 0              |                |                |            |  |  |             |             |             |  |
|  | 3                  | Melbourne Victory  | 2                  | Melbourne Victory | 0              |                |                |            |  |  |             |             |             |  |
|  | 3                  | Melbourne Victory  | 2                  |                   |                |                |                |            |  |  |             |             |             |  |
|  | 6                  | Perth Glory        | 1                  |                   |                |                |                |            |  |  |             |             |             |  |

### Elimination Finals
| Arbitro: | Gillett |

|                                    |           |           |
| Milligan 90+1’ (rig.) Thompson 95’ | Marcatori | 15’ Nagai |

| Arbitro: | Beath |

|             |           |                           |
| Vidošić 89’ | Marcatori | 28’ Brattan 45+2’ Franjić |

### Semifinali
| Arbitro: | Milliner |

|                       |           |  |
| Kresinger 16’ Ono 71’ | Marcatori |  |

| Arbitro: | Delovski |

|             |           |  |
| McBreen 42’ | Marcatori |  |

### Grand Final
| Arbitro: | Green |

|  |           |                                   |
|  | Marcatori | 43’ Zwaanswijk 67’ (rig.) McBreen |

## Verdetti
- Central Coast Mariners Campione d'Australia 2012-2013 e qualificato alla fase a gironi della AFC Champions League 2014.
- Western Sydney Wanderers qualificato alla fase a gironi della AFC Champions League 2014, Melbourne Victory qualificato al turno preliminare.

## Statistiche e record

### Classifica marcatori
Aggiornata al 31 marzo 2013
| Gol |  |  | Giocatore            | Squadra            |
| --- |  |  | -------------------- | ------------------ |
| 17  |  |  | Daniel McBreen       | C.C. Mariners      |
| 16  |  |  | Jeremy Brockie       | Wellington Phoenix |
| 15  |  |  | Marco Rojas          | Melbourne Victory  |
| 14  |  |  | Besart Berisha       | Brisbane Roar      |
| 14  |  |  | Alessandro Del Piero | Sydney FC          |
| 11  |  |  | Mark Bridge          | Western Sydney     |
| 9   |  |  | Ryan Griffiths       | Newcastle Jets     |
| 9   |  |  | Emile Heskey         | Newcastle Jets     |
| 9   |  |  | Dario Vidošić        | Adelaide Utd       |
| 8   |  |  | Mark Milligan        | Melbourne Victory  |
| 8   |  |  | Archie Thompson      | Melbourne Victory  |
| 7   |  |  | Bernie Ibini-Isei    | C.C. Mariners      |
| 7   |  |  | Jerónimo Neumann     | Adelaide Utd       |
| 7   |  |  | Shinji Ono           | Western Sydney     |
| 7   |  |  | Shane Smeltz         | Perth Glory        |
| 6   |  |  | Mitchell Duke        | C.C. Mariners      |
| 6   |  |  | Richard Garcia       | Melbourne Heart    |
| 6   |  |  | Michael McGlinchey   | C.C. Mariners      |
| 6   |  |  | Josip Tadić          | Melbourne Heart    |
| 6   |  |  | Yairo Yau            | Sydney FC          |

### Record
Aggiornati al 31 marzo 2013
- Maggior numero di vittorie:  Western Sydney (18)
- Minor numero di sconfitte:  C.C. Mariners (5)
- Migliore attacco:  C.C. Mariners e  Melbourne Victory (48 gol fatti)
- Miglior difesa:  Western Sydney (21 gol subiti)
- Miglior differenza reti:  C.C. Mariners (+26)
- Maggior numero di pareggi:  Newcastle Jets (7)
- Minor numero di pareggi:  Melbourne Heart e  Western Sydney (3)
- Minor numero di vittorie:  Wellington Phoenix (7)
- Maggior numero di sconfitte:  Melbourne Heart (16)
- Peggiore attacco:  Perth Glory (29 gol fatti)
- Peggior difesa:  Sydney FC (51 gol subiti)
- Peggior differenza reti:  Wellington Phoenix (-18)
- Partita con più reti:  C.C. Mariners -  Sydney FC 7-2 (9)
- Partita con maggiore scarto di gol:  Sydney FC -  Wellington Phoenix 7-1 (6)
- Maggior numero di reti in una giornata: 23 (5ª giornata)
- Minor numero di reti in una giornata: 6 (9ª giornata)
- Maggior numero di vittorie consecutive:  Western Sydney (10, dalla 16ª alla 25ª giornata)
- Miglior serie positiva:  Western Sydney (12 risultati utili consecutivi, dalla 16ª alla 27ª giornata)
- Peggior serie negativa:  Perth Glory (5 sconfitte consecutive, dalla 16ª alla 20ª giornata) e  Melbourne Heart (dalla 23ª alla 27ª giornata)

## Premi
- Miglior giocatore del torneo:  Marco Rojas,  Melbourne Victory
- Miglior giovane del torneo:  Marco Rojas,  Melbourne Victory
- Capocannoniere del torneo:  Daniel McBreen,  C.C. Mariners
- Miglior portiere del torneo:  Ante Čović,  Western Sydney
- Miglior allenatore del torneo:  Tony Popović,  Western Sydney
- Premio Fair Play:  Brisbane Roar
- Miglior arbitro del torneo: Peter Green
- Miglior gol del torneo:  Marcos Flores,  Melbourne Victory ( Melbourne Victory- Wellington Phoenix 3-2, 5 novembre)

## Copertura televisiva
Dopo l'ingaggio di Alessandro Del Piero da parte del Sydney FC, cresce anche in Italia l'interesse per il calcio australiano. La partita della prima giornata tra Wellington Phoenix e la squadra dell'ex capitano bianconero è stata, infatti, trasmessa su Premium Calcio, prima partita in assoluto della A-League ad essere trasmessa in Italia. Mediaset ha annunciato l'acquisto dei diritti per trasmettere tutte le partite del Sydney FC, per un totale di 27 partite fino al 28 marzo 2013.